# Каппа Южного Треугольника
Kappa Trianguli Australis (κ TrA, κ Trianguli Australis) — звезда в созвездии Южного Треугольника.
Жёлтый яркий гигант с видимой звёздной величиной +5.11 (видна невооружённым глазом). Удалена примерно на 1207 световых лет от Земли.
Обычно объект не относят к переменным звёздам, но по фотометрическим данным спутника Hipparcos звезда испытывает небольшую переменность блеска. Главный период составляет около 600 суток, амплитуда не превосходит одну сотую звёздной величины.